# Санта Виторија (Ређо Емилија)
Санта Виторија (итал. Santa Vittoria) је насеље у Италији у округу Ређо Емилија, региону Емилија-Ромања.
Према процени из 2011. у насељу је живело 2003 становника. Насеље се налази на надморској висини од 21 м.